# کایش
کایش (به اسپانیایی: Cayesh) یک کوه در پرو است که در منطقه انکاش واقع شده‌است. کایش ۵٬۷۲۱ متر بالاتر از سطح دریا واقع شده‌است.